# Hospes longitarsis
Hospes longitarsis är en skalbaggsart som först beskrevs av Aurivillius 1907.  Hospes longitarsis ingår i släktet Hospes och familjen långhorningar. Inga underarter finns listade i Catalogue of Life.